# Atahualpa
Atahualpa kecz. Ataw Wallpa – Szczęśliwy Ptak, zwany również Atabalipa lub Atawallpa, (ur. ok. 1502, zm. 26 lipca 1533 w Cajamarca) – trzynasty władca imperium Inków (Tawantinsuyu), syn Huayny Capaca i księżniczki z Quito o imieniu Tocto Coca (Toctollo).

## Życiorys
Inca Garcilaso de la Vega tłumaczy jego imię jako "kogut". Po śmierci ojca w 1525 odziedziczył królestwo Quito, natomiast jego brat Huascar resztę imperium. Na krótko przed przybyciem wyprawy Francisco Pizarra do dzisiejszego Peru, w 1532 pokonał w długiej krwawej wojnie domowej Huascara i przejął władzę nad osłabionym konfliktami wewnętrznymi imperium, rozciągającym się wówczas od środkowego Chile po Ekwador.
16 listopada 1532 Atahualpa w drodze do stolicy swego imperium Cuzco spotkał się z Pizarrem i jego 168 ludźmi w mieście Cajamarca. Ponieważ odmówił poddania się władzy hiszpańskiej i nawrócenia się na chrześcijaństwo, został podstępnie uwięziony przez konkwistadorów, a jego wielotysięczna świta zdziesiątkowana przez dysponujących końmi i bronią palną Hiszpanów. W zamian za swoje uwolnienie Atahualpa zgodził się ponoć wypełnić dużą salę złotem, a dwie inne – srebrem (miał dostarczyć ponad 6 ton złota i ponad 11 ton srebra), do tego czasu miał jednak pozostać więźniem Pizarra.
Dziewięć miesięcy później, oskarżony – pomimo zgromadzenia obiecanego okupu – przez Hiszpanów o brak współpracy, kazirodztwo (zgodne z tradycjami Inków małżeństwo z siostrą), poligamię, pogańskie praktyki i wydanie wyroku śmierci na Huascara, Atahualpa został przez nich skazany na karę śmierci (procesowi przewodził dominikanin Vicente de Valverde). Wyrok skazujący go na spalenie na stosie zamieniono w ostatniej chwili na uduszenie, gdyż skazaniec zgodził się na przyjęcie przed śmiercią chrztu (jako Juan De Atahualpa). Został uduszony metodą zwaną garota. Ustawiono go tyłem do słupa, przeciągnięto sznur wokół pala i jego szyi, zakręcono na kiju i dokręcano kij, który stopniowo zaciskał się wokół jego szyi.
Marionetkowymi następcami Atahualpy na tronie Inków byli kolejno dwaj jego bracia: Topa Huallpa (Tupac Huallpa) i Manco Inca (Manco Inca Yupanqui).
Nie wiadomo, kto mógł chcieć śmierci Atahualpy. Mogli to być Hiszpanie, ale wówczas straciliby zakładnika. Brany pod uwagę jest również Challcuchima. Wiadomo, że od dawna nie łączyły go z Atahualpą (który nawet skazał go na śmierć) przyjazne stosunki. Nie mógł liczyć na dobrą przyszłość, gdyby Atahualpa nie został zgładzony. Innym podejrzanym jest Paullu Inca, który ukrywał się przed Atahualpą u Hiszpanów i nienawidził władcy. Wreszcie ostatnim jest curaca Cajamarki, który przyniósł wieści o rzekomym buncie. Bez wątpienia w razie klęski Hiszpanów zostałby zabity jako zdrajca. Nie wiadomo, kto tego dokonał i jest to dotąd przedmiotem sporów.

## Atahualpa w kulturze
Atahualpa jest jednym z głównych bohaterów sztuki Petera Shaffera The Royal Hunt of the Sun i filmu na jej podstawie, wyświetlanego w Polsce pod tytułem Królewskie polowanie na Słońce – jego rola w brawurowym wykonaniu Christophera Plummera, reż. Irving Lerner (1969).